# مایکل ماکیدو (بازیکن فوتبال)
مایکل ماکیدو روخا ماچادو (به پرتغالی: Michel Macedo Rocha Machado) مدافع اهل برزیل است که در شهر ریودو ژانیرو و در تاریخ ۱۵ فوریهٔ ۱۹۹۰ به دنیا آمده‌است.
مایکل ماکیدو روخا ماچادو در تیم‌های فوتبال باشگاه فوتبال آلمریا سابقهٔ حضور دارد.